# A corazón abierto
A Corazón Abierto em português (Coração aberto) é uma telenovela colombiana exibida entre 26 de abril de 2010 e 11 de agosto de 2011, em 2 temporadas. 
Foi produzida pela Disney Media Networks Latin America para RCN Televisión e é uma adaptação da série americana Grey's Anatomy. 
A série tem a supervisão geral do libretista  do colombiano Fernando Gaitán, conhecido por escrever os roteiros das telenovelas de sucesso como Café, con aroma de mujer, Yo soy Betty, la fea e Hasta que la plata nos separe.

## História
A residente de Maria Alejandra Rivas Cavalier (Verónica Orozco) é admitida no programa de residentes do Hospital Universitário Santa Maria. Filha de Helena Cavalier, uma das cirurgiãs mais famosos de sua época, já doente com Alzheimer, Maria Alejandra deve assumir a responsabilidade que lhe dá  nome. Seu grupo de novos amigos, os residentes Jorge Viana (Juan Manuel Mendoza), Cristina Solano (Natalia Durán), Isabel Henao (Sandra Hernandéz) e Augusto Maza (Juan Pablo Espinosa), serão sua nova família. Maria Alejandra estabelece um relacionamento romântico com Andres Guerra (Rafael Novoa), um dos melhores neurocirurgiões do hospital, que está se divorciando de sua esposa, a ginecologista e obstetra Alicia Durán (Carolina Gomez), que lhe foi infiel com seu melhor amigo, o cirurgião plástico reconstrutivo Mauricio Hernandéz. Através dos personagens interessantes histórias médicas se entrelaçam suas vidas e emoções no hospital a partir de agora será a sua nova casa.

## Elenco
| Ator Colombiano      | Nome em série                  | Nome original em Grey's Anatomy          |
| Verónica Orozco      | María Alejandra Rivas Cavalier | Meredith Grey                            |
| Rafael Novoa         | Andrés Guerra                  | Derek Shepherd                           |
| Juan Manuel Mendoza  | Jorge Viana                    | George O'Malley                          |
| Sandra Hernández     | Isabel Henao                   | Isobel Stevens                           |
| Natalia Durán        | Cristina Solano                | Cristina Yang                            |
| Juan Pablo Espinosa  | Augusto Maza                   | Alex Karev                               |
| Aida Morales         | Miranda Carvajal               | Miranda Bailey                           |
| Jorge Cao            | Ricardo Cepeda                 | Richard Webber                           |
| Rolando Tarajano     | Javier Burgos                  | Preston Burke                            |
| Carolina Gómez       | Alicia Durán                   | Addison Montgomery                       |
| Jorge Enrique Abello | Mauricio Hernández             | Mark Sloan                               |
| Santiago Moure       | Germán de la Pava              | Personagem original de A corazón abierto |
| María Lara           | Claudia Torres                 | Callie Torres                            |

## Elenco de Apoio
| Ator Colombiano         | Nome em série     | Nombe original em Grey's Anatomy      |
| Katherine Porto         | Valeria Guerra    | Kathleen Shepherd                     |
| Jacques Toukhmanian     | Daniel Duque      | Denny Duquette                        |
| Maria Margarita Giraldo | Saray de Burgos   | Jane Burke                            |
| Alejandra Borrero       | Helena Cavalier   | Ellis Grey                            |
| Diego Trujillo          | Marcos Perdomo    | Personagem original de Coração Aberto |
| Ana María Kamper        | Adela de Cepeda   | Adele Webber                          |
| Lina María Castrillón   | Sandra Galindo    | Olivia Harper                         |
| Bianca Arango           | Sonia de Burgos   | Personagem original de Coração Aberto |
| Pedro Mogollón          | Enrique Rivas     |                                       |
| Alexandra Serrano       | Adriana de Maza   | Personagem original de Coração Aberto |
| Jennifer Steffens       | Beatriz de Solano |                                       |

## Exibição
A telenovela foi dividida em 2 temporadas, sendo a primeira transmitida entre 26 de abril e 15 de setembro de 2010. 
Já a segunda temporada foi exibida entre 28 de março e 11 de agosto de 2011.
Uma terceira temporada foi planejada, porém as saídas dos atores Rafael Novoa e Marlon Moreno do elenco e a perda de audiência na segunda temporada fizeram os diretores do canal cancelarem a continuação da novela.

## Audiência
O primeiro capítulo da primeira temporada estreou com 42,4 pontos de audiência por casas. Já o último capítulo teve média de 46 pontos e 56% de share.
Já a segunda temporada estreou com índices maiores que a estréia da 1ª, com 45,2 pontos e 52,9% de share.

## Transmissão em outros países
Venevisión Começou nesta quarta-feira 19 maio de 2010 às 20h.

 Telemundo Começou a ser exibida na segunda-feira 17 de maio a 19h/18h centro.

 Unicable Começa na segunda-feira 19 de julho, 2010 às 18h, exceto às terça-feira.

 Televisa A partir del 26 de Julho a las 10:00 pm. O capítulo será de meia hora.

## Prêmios e Indicações

### Premios India Catalina
| Ano  | Categoría                            | Nominado          | Resultado |
| ---- | ------------------------------------ | ----------------- | --------- |
| 2011 | Melhor serie                         | A corazón abierto | Ganhadora |
| 2011 | Melhor atriz protagonista            | Aída Morales      | Nomeada   |
| 2011 | Melhor atriz protagonista            | Natalia Durán     | Nomeada   |
| 2011 | Melhor ator protagonista             | Santiago Moure    | Nomeado   |
| 2011 | Melhor diretor                       | Sergio Osorio     | Ganhador  |
| 2011 | Melhor edição de telenovela ou serie | A corazón abierto | Nomeada   |

### Prêmio TVyNovelas
| Ano  | Categoria                                                  | Nomeado              | Resultado |
| ---- | ---------------------------------------------------------- | -------------------- | --------- |
| 2011 | Melhor serie                                               | A corazón abierto    | Ganhadora |
| 2011 | Melhor atriz protagonista                                  | Verónica Orozco      | Ganhadora |
| 2011 | Melhor ator antagonista                                    | Jorge Enrique Abello | Ganhador  |
| 2011 | Melhor atriz antagonista                                   | Carolina Gómez       | Ganhadora |
| 2011 | Melhor ator de reparto                                     | Juan Pablo Espinosa  | Ganhador  |
| 2011 | Melhor trilha sonora e tema musical de telenovela ou serie | A corazón abierto    | Ganhadora |
| 2012 | Melhor ator protagonista                                   | Rafael Novoa         | Nomeado   |
| 2012 | Melhor ator antagonista                                    | Santiago Moure       | Nomeado   |
| 2012 | Melhor atriz de reparto                                    | Natalia Durán        | Nomeada   |
| 2012 | Melhor ator de reparto                                     | Jorge Cao            | Nomeado   |
| 2012 | Melhor ator de reparto                                     | Marlon Moreno        | Nomeado   |